# Nợ xấu
Nợ xấu hay nợ khó đòi là các khoản nợ dưới chuẩn, có thể quá hạn và bị nghi ngờ về khả năng trả nợ lẫn khả năng thu hồi vốn của chủ nợ, điều này thường xảy ra khi các con nợ đã tuyên bố phá sản hoặc đã tẩu tán tài sản. Nợ xấu gồm các khoản nợ quá hạn trả lãi và/hoặc gốc trên thường quá ba tháng căn cứ vào khả năng trả nợ của khách hàng để hạch toán các khoản vay vào các nhóm thích hợp.

## Bản chất
Nợ xấu là một số tiền được viết bởi các doanh nghiệp như là một tổn thất cho doanh nghiệp và được phân loại như là một khoản chi phí vì nợ cho doanh nghiệp là không thể được thu thập, và tất cả những nỗ lực hợp lý đã được tận dụng để thu thập các số tiền nợ. Điều này thường xảy ra khi các con nợ đã tuyên bố phá sản hoặc chi phí của việc theo đuổi hành động hơn nữa trong một nỗ lực để thu thập các khoản nợ vượt quá các khoản nợ của chính nó.
Về bản chất của nợ xấu là một khoản tiền cho vay mà chủ nợ xác định không thể thu hồi lại được và bị xóa sổ khỏi danh sách các khoản nợ phải thu của chủ nợ. Đối với các ngân hàng, nợ xấu tức là các khoản tiền cho khách hàng vay, thường là các doanh nghiệp, mà không thể thu hồi lại được do doanh nghiệp đó làm ăn thua lỗ hoặc phá sản,.... Nhìn chung, một doanh nghiệp luôn phải ước tính trước những khoản nợ xấu trong chu kỳ kinh doanh hiện tại dựa vào những số liệu nợ xấu ở kì trước.
Nợ được ngay lập tức bằng văn bản của tín dụng con nợ tài khoản và do đó loại bỏ bất kỳ số dư còn lại trong tài khoản đó. Nợ xấu đại diện cho tiền bị mất do một doanh nghiệp là lý do tại sao nó được coi là một khoản chi phí.

## Nợ khó đòi
Nợ khó đòi là các khoản nợ mà một doanh nghiệp hoặc cá nhân là không để có thể thu thập. Các lý do thanh toán không dùng tiềm năng có thể bao gồm các tranh chấp về cung cấp, giao hàng, và điều kiện của hàng hóa hay sự xuất hiện của khu vực tài chính tài chính căng thẳng trong hoạt động của khách hàng. Khi tranh chấp xảy ra nó là khôn ngoan để thêm món nợ này, một phần của chúng để dự phòng nợ khó đòi. Điều này được thực hiện để tránh nêu rõ tài sản của doanh nghiệp được báo cáo net nợ nghi ngờ. Khi không còn bất kỳ nghi ngờ rằng một nợ uncollectible nợ trở nên xấu. Một ví dụ của một uncollectible trở thành nợ sẽ là: - một lần thanh toán cuối cùng đã được thực hiện từ [thanh lý của một khách hàng của công ty trách nhiệm hữu hạn, không có thêm hành động có thể được thực hiện.

## Dự phòng nợ khó đòi
Còn được gọi là "dự phòng nợ xấu", đây là một trường hợp tài khoản]] được liệt kê trong hiện tại tài sản của bảng cân đối kế toán. Dự phòng nợ khó đòi sẽ tổ chức một số tiền để cho phép giảm trong các khoản phải thu sổ kế toán do không thu các khoản nợ. Điều này cũng có thể được gọi là phụ cấp đối với các khoản nợ xấu. Khi một món nợ khó đòi trở thành uncollectable, số tiền sẽ là viết off.

## Kế toán thực hành
Trợ cấp cho các khoản nợ phải thu khó đòi ' là số tiền dự kiến sẽ được thu gom, nhưng vẫn còn có khả năng được thu thập (khi không có khả năng khác cho họ được thu thập, họ được coi là tài khoản uncollectible '). Ví dụ, nếu tổng các khoản phải thu là $ 100.000 và số tiền được dự kiến sẽ vẫn chưa thu là $ 5.000, net hiện tại tài sản phần của bảng cân đối kế toán sẽ:
| Tổng các khoản phải thu               | $ 100.000 |
| Trừ: Trợ cấp đối với các khoản nợ xấu | $ 5,000   |
| Net khoản phải thu                    | $ 95.000  |

Trong kế toán tài chính và tài chính, 'nợ xấu' là một phần của thu s không còn có thể được thu thập, thông thường là từ các khoản phải thu vay. Nợ xấu trong kế toán được coi là một chi phí.
Có hai phương pháp vào tài khoản cho các khoản nợ xấu:
1. Trực tiếp viết ra phương pháp (Non-GAAP) - phải thu không thu được coi là phải trả trực tiếp cho các báo cáo thu nhập.
2. Phương pháp Allowance (GAAP) ' - ước tính được thực hiện vào cuối mỗi năm tài chính của số tiền nợ xấu. Điều này sau đó được tích lũy trong một cung cấp mà sau đó được sử dụng để giảm các khoản phải thu cụ thể và khi cần thiết.

Bởi vì [[phù hợp với nguyên tắc của kế toán, thu và chi phí s nên được ghi lại trong khoảng thời gian mà chúng được phát sinh. Khi bán hàng được thực hiện trên tài khoản, doanh thu được ghi cùng với các khoản phải thu. Bởi vì có một rủi ro mà khách hàng có thể [[mặc định (tài chính)| mặc định trên thanh toán, các khoản phải thu phải được ghi lại tại giá trị thuần có thể thực hiện. Các phần của các khoản phải thu được ước tính là không thu được thiết lập sang một bên trong một tài khoản contra tài sản được gọi là 'Trợ cấp cho Tài khoản khó đòi. Ở cuối mỗi chu kỳ kế toán, điều chỉnh mục được thực hiện để tính uncollectible thu như chi phí. Số tiền thực tế của thu uncollectible được viết tắt là chi phí từ Trợ cấp cho các tài khoản khó đòi '.

### Tính cách có thể đánh thuế được
Một số loại chi phí các khoản nợ xấu, cho dù kinh doanh hoặc sự nghiệp có liên quan, được xem là khấu trừ. Phần 166 của Internal Revenue Code cung cấp trình độ phải được đáp ứng để đáp ứng tình trạng khấu trừ 

### Tiêu chí để khấu trừ
Để được coi là khấu trừ, các khoản nợ:
- Phải là một thực sự nợ, và
- Vô giá trị trong năm tính thuế.

Nợ được định nghĩa như là một khoản nợ phát sinh từ một mối quan hệ con nợ, chủ nợ dựa trên một nghĩa vụ hợp lệ và được thi hành để trả một khoản tiền xác định được tiền. Các khoản nợ trong câu hỏi cũng phải được coi là vô giá trị. Sự phân biệt này được tiếp tục chia thành các mức độ sưu tầm. Người ta phải xác định xem các khoản nợ đủ tiêu chuẩn là hoàn toàn hoặc một phần vô giá trị. Một tình trạng một phần vô giá trị có nghĩa là một phần của khoản nợ có thể được phục hồi trong thời gian tương lai. Nhiều yếu tố được đưa vào xem xét bao gồm tình trạng phá sản của con nợ, điều kiện y tế, đứng tín dụng, vv 

## Mục 166
Mục 166 không hạn chế số tiền khấu trừ cho phép. Có phải là một khoản thuế vốn, hoặc cơ sở, trong câu hỏi để được phục hồi. Nói cách khác, là có một cơ sở điều chỉnh để xác định được hay mất cho các khoản nợ trong câu hỏi.
Một yếu tố bổ sung trong việc áp dụng các tiêu chí phân loại nợ (sự nghiệp hoặc kinh doanh). Một doanh nghiệp nợ xấu được định nghĩa như là một khoản nợ được tạo ra hoặc có được kết nối với một thương mại hoặc kinh doanh của người nộp thuế. Trong khi đó, một món nợ sự nghiệp được định nghĩa như là một khoản nợ không được tạo ra hoặc có được kết nối với một thương mại hoặc kinh doanh của người nộp thuế. Phân loại là khá đáng kể về các khấu trừ. Một sự nghiệp nợ xấu phải được hoàn toàn vô giá trị để được khấu trừ. Tuy nhiên, một món nợ kinh doanh xấu là khấu trừ cho dù đó là một phần hoặc hoàn toàn vô giá trị.